# Daveaua
Daveaua là một chi thực vật có hoa trong họ Cúc (Asteraceae).

## Loài
Chi Daveaua gồm các loài: